# حيدر الشبعان

## حيدر علي علي الشبعان

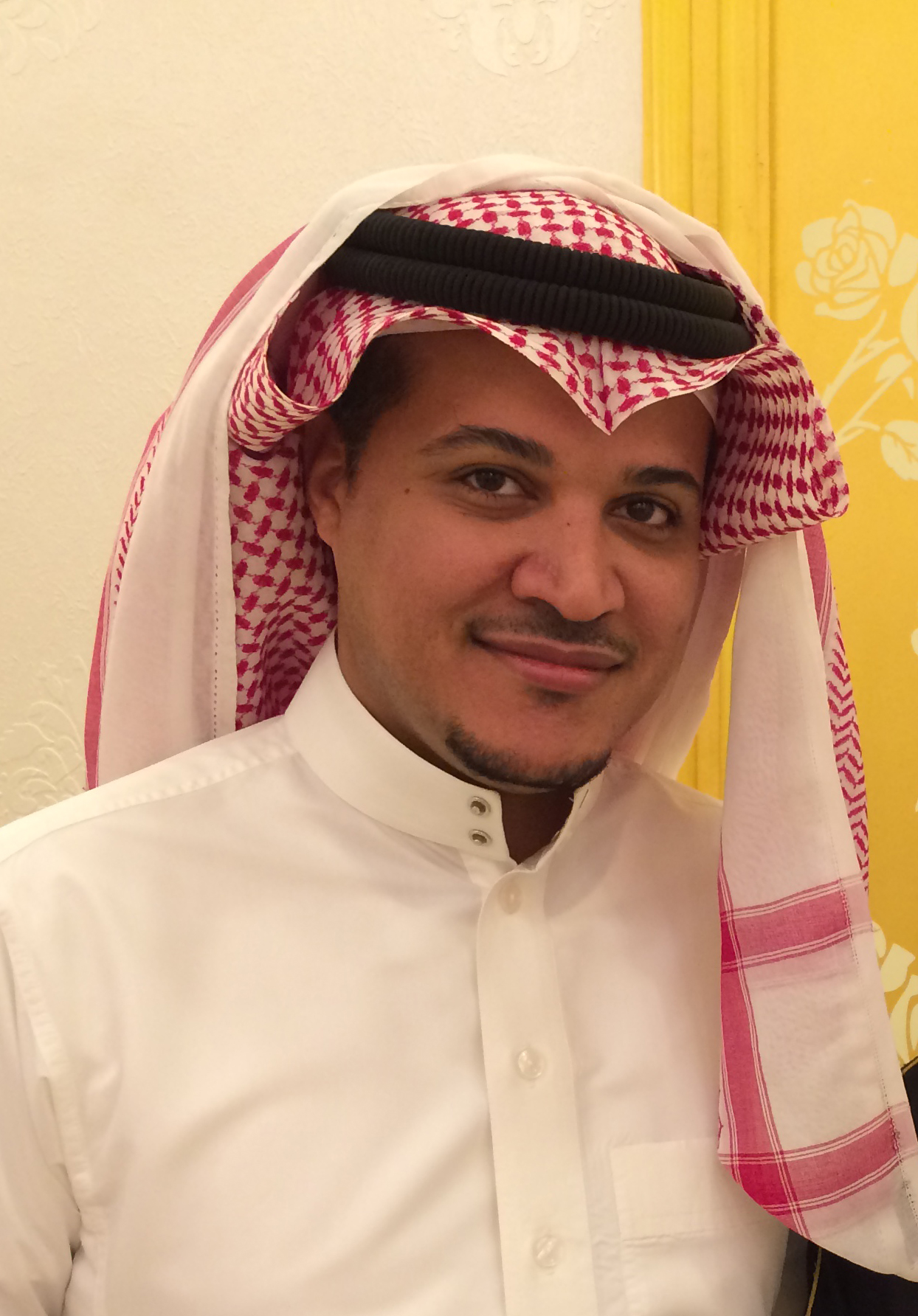
Mr. Haider Al-Shabaan 2014

حيدر بن علي بن علي الشبعان . فنان تشكيلي من مواليد الأحساء سنة 1980. يعمل كمصمم صفحات إنترنت بشركة سابك . حاصل على عضوية جمعية الثقافة والفنون بالأحساء وحصد جوائز عدة في مسابقات الفن التشكيلي. شارك في  تمثيل ثلاثة مسرحيات مع جماعة همزة وصل للتمثيل المسرحي .

## أشهر اللوحات
أم الشهيد: تم رسمها سنة 2000 شاركت في معرض المتحف السعودي المعاصر وحصدت المركز الخامس.
العالم الثالث: تم رسمها سنة 2002 شاركت في معرض جمعية الثقافة والفنون بالنويصيب وحصدة المركز الأول.

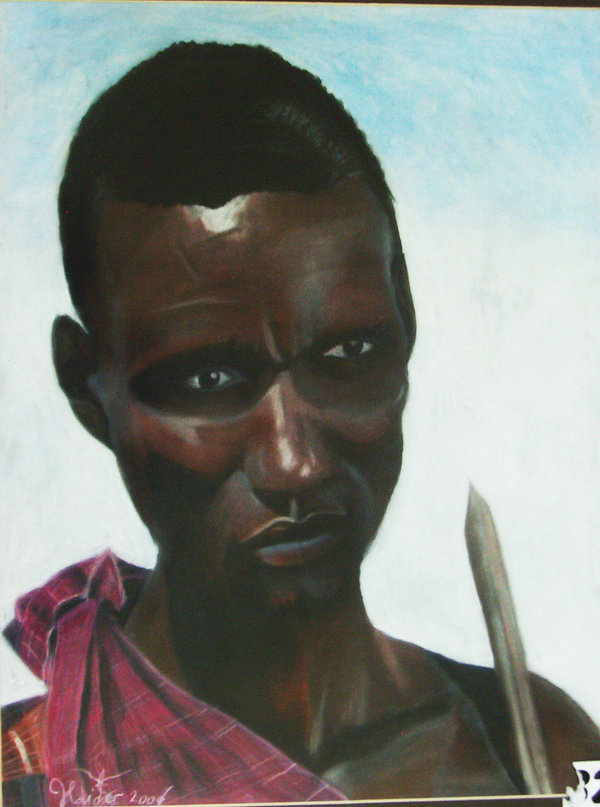
The third world by Haider Al-Shabaan

ترقب : تم رسمها عام 2001 شاركت في معرض جمعية الثقافة والفنون بالأحساء.

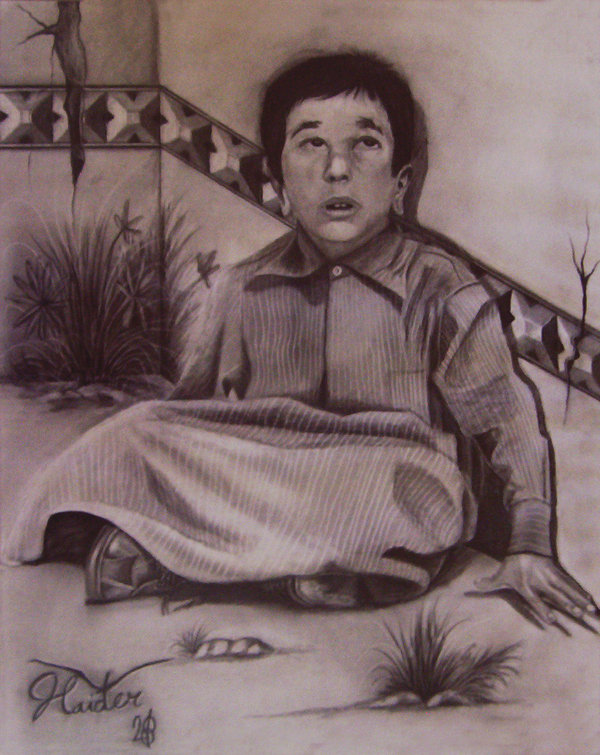
Uncertain by Haider Al-Shabaan

## جريدة الرياض:كثر من 32 فناناً وفنانة شاركوا في المعرض الجامعي لفناني الأحساء
افتتح سعادة الأستاذ عبد المحسن بن عبد العزيز الجبر نائب رئيس الغرفة التجارية والصناعية بالأحساء المعرض التشكيلي الجماعي العام لفناني وفنانات الاحساء، وذلك على صالة جمعية الثقافة والفنون بالاحساء.وقد تجول سعادته في أرجاء المعرض يرافقه كل من مساعد مدير التعليم للشؤون الإدارية الأستاذ محمد العبد العظيم ومدير الجمعية الأستاذ عبد الرحمن المريخي وكبار المسؤولين والمهتمين بالحركة التشكيلية بالمحافظة واستمع إلى شرح عن اللوحات سواء من الفنانين أنفسهم أو من رئيس قسم الفنون التشكيلية بالجمعية الأستاذ محمد الصندل وقد شارك في المعرض أكثر من 32فناناً وبعد الجولة قام سعادته بتوزيع شهادات التقدير على المشاركين وأشاد سعادته بما شاهده من أعمال فنية تعبِّر عن مكنونات الفنانين وانطباعاتهم.والفنانون المشاركون هم: أحمد المغلوث، أحمد السبت، محمد الصندل، أحمد العبد رب النبي، توفيق الحميدي، سامي الحسن، محمد الحمد، سعيد الوابل، عبد المنعم السليمان، علي الدقاش، تغريد نقشي، عبد الرزاق المحسن، مريم الجمعة، عبد العزيز الخوفي، خالد الفوزان، محمد الناجم، يوسف السالم، مؤيد الزيد، فاطمة الدهمش، فاطمة الصقر، موسى الحضري، صلاح الحيود، حسين الجمعان، حيدر الشبعان، عبد الكريم البراهيم. زكي اللويم، علي اللويم، عيسى الهاشمي، منى الغوينم، إيمان الضيف، عفاف السلمان، أسماء محمد الشعلان.

## اليوم الإلكترونية:مستقبل الوجوه التشكيلية الجديدة في الأحساء
عبد الرحمن السليمان
يعود الفن التشكيلي في الأحساء إلى الستينيات الميلادية وربما قبل ذلك عندما تقرر تدريس مادة التربية الفنية وأخذت المواهب في الظهور تأكدت فيما بعد في المعارض العامة للطلبة ثم في المراكز الصيفية التي تنظمها إدارة التعليم ومع الاهتمام المتنوع ظهرت الأسماء فكان محمد الصندل وأحمد السبت وعبد الحميد البقشي وأحمد المغلوث. وغيرهم ويتوالى ظهور الأسماء والأعمال الفنية سيد حسين العلي، محمد الحمد، توفيق الحميدي، أحمد عبد رب النبي، عبد العزيز الخوفي، وخالد الفوزان فسامي الحسين، وسعيد الوايل وعبد الحميد بوحمد، وعبد المنعم السليمان والأسماء تزداد في كل مناسبة أو معرض. في الفترة الأخيرة ظهرت بعض الأسماء الجديدة التي تتسابق للوصول إلى مستويات ملفتة كانت تغريد البقشي وعلي الدقاش ومريم الجمعة وزكي اللويم ومحمد الناجم وغيرهم وسرعان ما ظهرت أسماء جديدة أخرى آخذة في التضور والتنامي بتجارب ومحاولات مبشرة وواعدة كان من بين هؤلاء مؤيد الزيد الذي أقام معرضا لأعماله الفنية في الأحساء ومؤيد يرسم بالأسود على الأبيض أعمالا يهتم فيها بالموضوع وبالقيم الفنية من أبعاد وظلال وأنوار وأتذكر أن إحدى لوحاته في المهرجان الوطني للتراث والثقافة بالجنادرية العام 1422م قد لفتت أنظار زوار المعرض. الاسم الجديد الآخر هو فاطمة الدهمش التي ترسم النساء وبعض عاداتهن الشعبية وتهتم فاطمة بالشكل وتحقيق الفكرة كما اهتمت بحالة المرأة التي ترسمها. في أعمالها حس رومانسي وخيالي. اسم آخر هو إيمان الضيف التي اهتمت هي الأخرى بوجوه الفتيات وتأكيد ملامحهن ومع أن هذه الشابة تتطلع كما يبدو لتطوير أدواتها وتبدي أيضا حرصا على المحاكاة فإن تأثير الصورة الضوئية قد يظهر في بعض معالجاتها ولعله أمر طبيعي تستفيد منه في الوقت الراهن لتنطلق فيما بعد محققة تعبيرية الصورة وتأثيرها لكن رسمها وقدراتها الفنية تبدو مبشرة وواعدة بالكثير حيدر الشبعان هو الآخر يرسم موضوعه باهتمام بالمشهد وببعض التفاصيل التي يحاول أن يحقق من خلالها تأثير اللقطة كما اهتمت هدى الخميس برسم الوجوه النسائية كما هي عند إيمان الضيف. هؤلاء الشباب والشابات وغيرهم من الأسماء التي ظهرت في الأحساء في الآونة الأخيرة نحتاج إلى اهتمام يقدمهم بشكل أقوى من خلال معارض خاصة تجمع مثل هؤلاء الموهوبين والموهوبات في معرض مشترك يقدم فيها كل مشارك أكثر من خمس أعمال يمكن معها توجيهه إلى ما يحقق تطويره: أدواته الفنية ومسيرته التي يأخذها بعض ممارسي الفن بشكل عشوائي يقضي الأعوام دون أن يجد لنفسه مسلكا واضحا ومتكأ يمكنه أن يتلمس من خلاله تواصله مع فنه ومع مساحته الفنية كما أن تقديم ما هو جيد من نتاج أولئك وغيرهم من الوجوه الواعدة والمبشرة في المعارض العامة والمركزية هو بمثابة دعم لهم ولخطواتهم التي نتمنى أن تسلك الطريق الصحيح ليتحقق لهم ما يصبون إليه ويكونون ونتاجهم الفني إضافة في ساحتهم التشكيلية.

## المصدر
linkedin
الموقع الشخصي 